# 엘 세뇨르 데 로스 시엘로스
《엘 세뇨르 데 로스 시엘로스》(스페인어: El señor de los cielos)는 2013년 방영된 미국, 멕시코, 콜롬비아의 텔레노벨라이다.